# 136–148 Nethergate

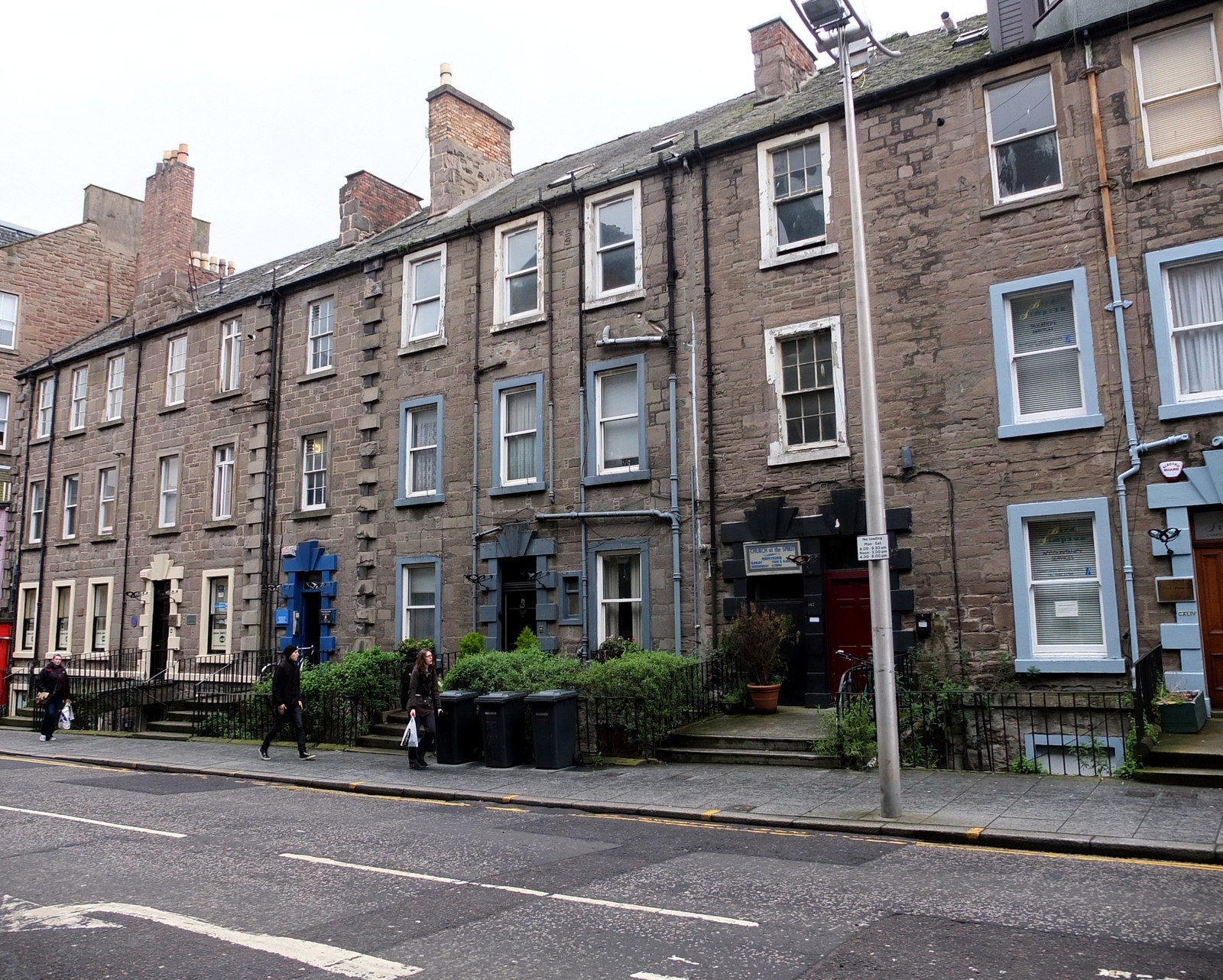
136–148 Nethergate

Unter der Adresse 136–148 Nethergate in der schottischen Stadt Dundee in der gleichnamigen Council Area befindet sich ein Wohngebäude. 1965 wurde das Bauwerk in die schottischen Denkmallisten in der höchsten Denkmalkategorie A aufgenommen.

## Geschichte
Die Gebäudezeile wurde um 1790 als Bauspekulation James Milns errichtet mit dem Ziel Stadtwohnungen für die einwandernde Landbevölkerung zu bieten. Für den Entwurf zeichnet Samuel Bell verantwortlich. Bell schuf mit der Gebäudezeile eine der frühesten Imitationen der städtischen Wohnanlagen in Edinburghs New Town. Unterschiede im verwendeten Steinmaterial deuten auf einen Bau in mehreren Abschnitten hin. Die straßenseitigen Geländer entsprechen nicht dem Originalzustand.

## Beschreibung
Das dreistöckige, rückwärtig vierstöckige Wohngebäude steht an der Nethergate am Westrand des Stadtzentrums von Dundee unweit von Nethergate House und dem Wohn- und Geschäftsgebäude 133–139 Nethergate. Sein Mauerwerk besteht entlang der Hauptfassade aus Sandstein, der zu ungleichförmigen Quadern behauen wurde, während entlang der rückwärtigen Fassade Bruchstein verwendet wurde. Die nordwestexponierte Hauptfassade entlang der Nethergate ist 19 Achsen weit. Die Kanten sind mit stark rustizierten Ecksteinen abgesetzt, während die Eingangstüren mit markanten Schlusssteinen ausgeführt sind. Die abschließenden Satteldächer sind mit Schiefer eingedeckt.